# Perseo vencido

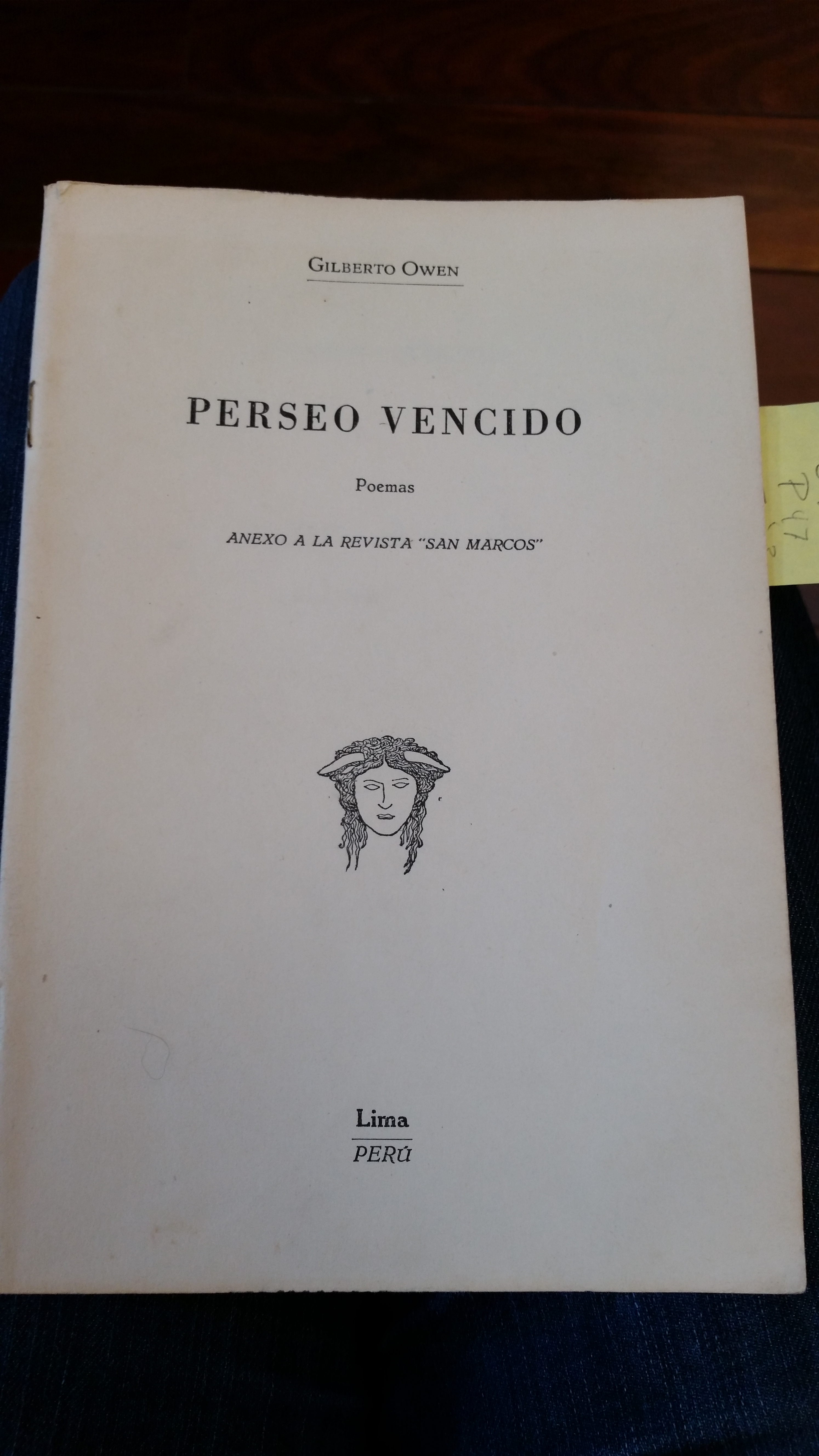
Primera edición de "Perseo Vencido" de Gilberto Owen. Anexo a la revista "San Marcos" Lima, Perú.

Es una recopilación de poemas del mexicano Gilberto Owen. Publicado por Luis Alberto Sánchez en Lima Perú, durante la estadía de Owen en dicho país en 1948. Contiene los siguientes poemas: 
- Madrigal por Medusa
- Sindbad el varado
- Tres versiones superfluas
- Discurso del Paralítico
- Laberinto del ciego
- Regaño del viejo
- Libro de Ruth

Al principio los poemas se publicaron por separado en revistas en México; por ejemplo, "Sindbad el varado" se publicó por primera vez (con algunas variantes) en "El Hijo Pródigo"  de octubre de 1943, luego en "Letras de México" en marzo del 1944, para después publicarlo en las revistas colombianas "Revista de la Universidad Nacional de Colombia" y "Revista de las Indias" en 1945. En el caso de "Tres versiones superfluas" igualmente fue publicado en la revista "Letras de México" en julio de 1945.  "El libro de Ruth" apareció por primera vez en México en una edición de 1946 publicado por Ediciones Firmamento.
El libro de Ruth a su vez se divide en lo siguiente:
- Booz se impacienta
- Booz se encuentra a Ruth
- Booz canta su amor
- Booz ve dormir a Ruth
- Celos y muerte de Booz

## Sindbad el Varado
Lleva como subtítulo "Bitácora de febrero" dado que, como indica el nombre, cada poema lleva la fecha de un día de febrero. Se narran tres historias simultáneas: Primero tenemos el diario versado de una ruptura amorosa; una bitácora de navegación; Por último la versión "al revés" de la leyenda de Sindbad "Cuyo viaje es al infierno de la movilidad"